# Curtain Call
Curtain Call – składanka trzech koncertów Marillion. Pierwszy z nich odbył się 1 października 1983 w Rundsporthalle, Baunatal, Niemcy. Jest to jedyny koncert z Johnatanem Moverem jako perkusistą. Drugi koncert odbył się 3 lutego 1986, Hammersmith Odeon, Londyn, Anglia. Jest to zapis koncertowy całej płyty Misplaced Childhood. Trzeci koncert to część trasy koncertowej albumu Clutching at Straws. Nagrany został 26 stycznia 1988, Palatrussardi, Milan, Włochy.

## Lista utworów

### Volume A
CD1
1. He Knows You Know
2. Garden Party
3. Script for a Jester's Tear
4. Three Boats Down from the Candy
5. Assassing

CD2
1. Chelsea Monday
2. Forgotten Sons
3. Market Square Heroes
4. Charting the Single

### Volume B
CD1
1. Intro (Emerald Lies)
2. Script for a Jester's Tear
3. Incubus
4. Jigsaw
5. The Web
6. Pseudo Silk Kimono
7. Kayleigh
8. Lavender
9. Bitter Suite
10. Heart of Lothian

CD2
1. Waterhole (Expresso Bongo)
2. Lords of the Backstage
3. Blind Curve
4. Childhoods End?
5. White Feather
6. Fugazi
7. Punch and Judy
8. Market Square Heroes

### Volume C
CD1
1. Slainte Mhath
2. Assassing
3. White Russian
4. Sugar Mice
5. Fugazi
6. Hotel Hobbies
7. Warm Wet Circles
8. That Time of the Night

CD2
1. Waterhole (Expresso Bongo)
2. Lords of the Backstage
3. Blind Curve
4. Childhoods End?
5. White Feather
6. Kayleigh
7. Lavender
8. Heart of Lothian
9. Incommunicado
10. Garden Party